# Oscar al millor disseny de crèdits
L'Oscar al millor disseny de crèdits (en anglès: Academy Award for Best Title Writing) fou un premi que atorgà l'Acadèmia de les Arts i les Ciències Cinematogràfiques únicament l'any 1929 en la primera edició dels premis. S'atorgà al responsable dels intertítols utilitzats durant l'època del cinema mut.

## Guanyadors i nominats

### Dècada del 1920
| Guanyador | Nominats       |                                                                           |
| 1928      | 1928           | 1928                                                                      |
| --------- | -------------- | ------------------------------------------------------------------------- |
|           | Joseph Farnham | - George Marion, Jr. - Gerald Duffy per The Private Life of Helen of Troy |